# Баркер Тен Мајл (Северна Каролина)
Баркер Тен Мајл (енгл. Barker Ten Mile) насељено је место без административног статуса у америчкој савезној држави Северна Каролина.

## Демографија
По попису из 2010. године број становника је 952, што је 24 (-2,5%) становника мање него 2000. године.
| Група             | 2000.       | 2010.       |
| Белци             | 751 (76,9%) | 646 (67,9%) |
| Афроамериканци    | 121 (12,4%) | 116 (12,2%) |
| Азијати           | 11 (1,1%)   | 20 (2,1%)   |
| Хиспаноамериканци | 10 (1,0%)   | 19 (2,0%)   |
| Укупно            | 976         | 952         |